# Laura del Río García
Laura del Río García (* 5. Februar 1982 in Madrid) ist eine spanische Fußballtrainerin und ehemalige -spielerin auf der Position einer Stürmerin.

## Werdegang
2009 wurde del Río mit 18 Treffern für den FC Indiana Torschützenkönigin der USL W-League. Kurz vor Ablauf der Transferfrist im Sommer 2009 unterschrieb sie beim 1. FFC Frankfurt einen Vertrag für die Saison 2009/10. Bereits bei ihrem zweiten Bundesligaeinsatz gegen den 1. FC Saarbrücken erzielte die Stürmerin zwölf Minuten nach ihrer Einwechslung den ersten Treffer für ihren neuen Verein. Am 25. Januar 2010 wurde der Vertrag zwischen Del Río und dem 1. FFC Frankfurt im beiderseitigen Einvernehmen aufgelöst., sie wechselte im Anschluss in die nordamerikanische WPS zu den Boston Breakers und zog von dort zur Saison 2011 zur Franchise der Philadelphia Independence weiter. Nach der Auflösung der WPS vor der Saison 2012 wechselte sie zum englischen Erstligisten Bristol Academy WFC. Zur Saison 2015 kehrte sie in die USA zurück und unterschrieb einen Vertrag beim NWSL-Teilnehmer Washington Spirit. Nach zunächst elf Einsätzen bis Saisonende 2015 kam del Río in der darauffolgenden Spielzeit verletzungsbedingt nicht mehr zum Einsatz und wurde im Oktober 2016 freigestellt. Danach kehrte sie in ihre Heimat zurück und spielte zunächst für den Zweitligisten CD Tacón. Im Sommer 2017 unterschrieb Laura del Río für Madrid CFF mit denen sie noch zwei Saisons in der ersten spanischen Liga bestritt, bevor sie ihre Spielerkarriere beendete.

## Nationalmannschaft
In der U-19-Nationalmannschaft erzielte die Stürmerin in nur 25 Partien 45 Tore, davon sieben bei der U-18-Europameisterschaft 2000, bei der sie Torschützenkönigin wurde. In der A-Nationalmannschaft traf sie in bisher 39 Einsätzen 40 Mal ins Tor.

## Erfolge
- Torschützenkönigin der W-League (USA) 2009
- US-Open-Cup-Sieger
- Spanische Meisterschaft: 2001, 2002, 2008
- Spanischer Pokalsieg (Copa De La Reina): 2000, 2001, 2002, 2004, 2005, 2006
- Supercup-Sieger (Recopa)
- Torschützenkönigin bei der U-18-Fußball-Europameisterschaft der Frauen 2000